# Helmut Josef Braun
Helmut Josef Braun (* 30. Dezember 1924 in Ludwigshafen am Rhein; † 25. Oktober 2010 in Stegen) war ein deutscher Forstwissenschaftler.

## Leben
Helmut J. Braun studierte 1947 bis 1953 in München Biologie, Chemie und Geographie. 1953 wurde er am Forstbotanischen Institut München zum Dr. rer. nat. promoviert. 1953 bis 1961 war er Assistent an den Forstwissenschaftlichen Fakultäten zu München, Hann. Münden, Göttingen und Freiburg im Breisgau. 1961 habilitierte er und erhielt die venia legendi für Forstbotanik an der Universität Freiburg. Anschließend war er zwei Jahre Dozent in Freiburg. 1963 war er 1965 ordentlicher Professor für Allgemeine Botanik (Pflanzenanatomie) an der Agrar-Universität Wageningen in den Niederlanden. Seit 1965 war er Professor und Ordinarius der Albert-Ludwigs-Universität Freiburg.

## Publikationen
- Beiträge zur Entwicklungsgeschichte der Markstrahlen. Dissertation, München, Naturwissenschaftliche Fakultät, 16. Oktober 1953
- Die Organisation des Stammes von Bäumen und Sträuchern. Wissenschaftliche Verlagsgesellschaft, Stuttgart 1963, Überarbeitung der Habilitationsschrift (Der histologische Aufbau und das Hydrosystem des Stammholzes der Bäume.)
- Handbuch der Pflanzenanatomie. Band 9 [Samenpflanzen], Teil 1: Funktionelle Histologie der sekundären Sprossachse, 1. Das Holz. 2. Auflage. Borntraeger, Berlin 1970, ISBN 3-443-14003-3
- Bau und Leben der Bäume. Rombach, Freiburg 1980, ISBN 3-7930-9021-3; 4. Auflage, Rombach, Freiburg im Breisgau 1998, ISBN 3-7930-9184-8
- Lehrbuch der Forstbotanik. Fischer, Stuttgart und New York 1982, ISBN 3-437-20254-5
- mit Beate M. Mehne: Untersuchungen zur Epidemiehypothese der Walderkrankungen. Pfropfversuche zur Symptomübertragung auf gesunde Pflanzen. Institut für Forstbotanik und Holzbiologie, Freiburg im Breisgau 1989